# Strážov (Ralsko)

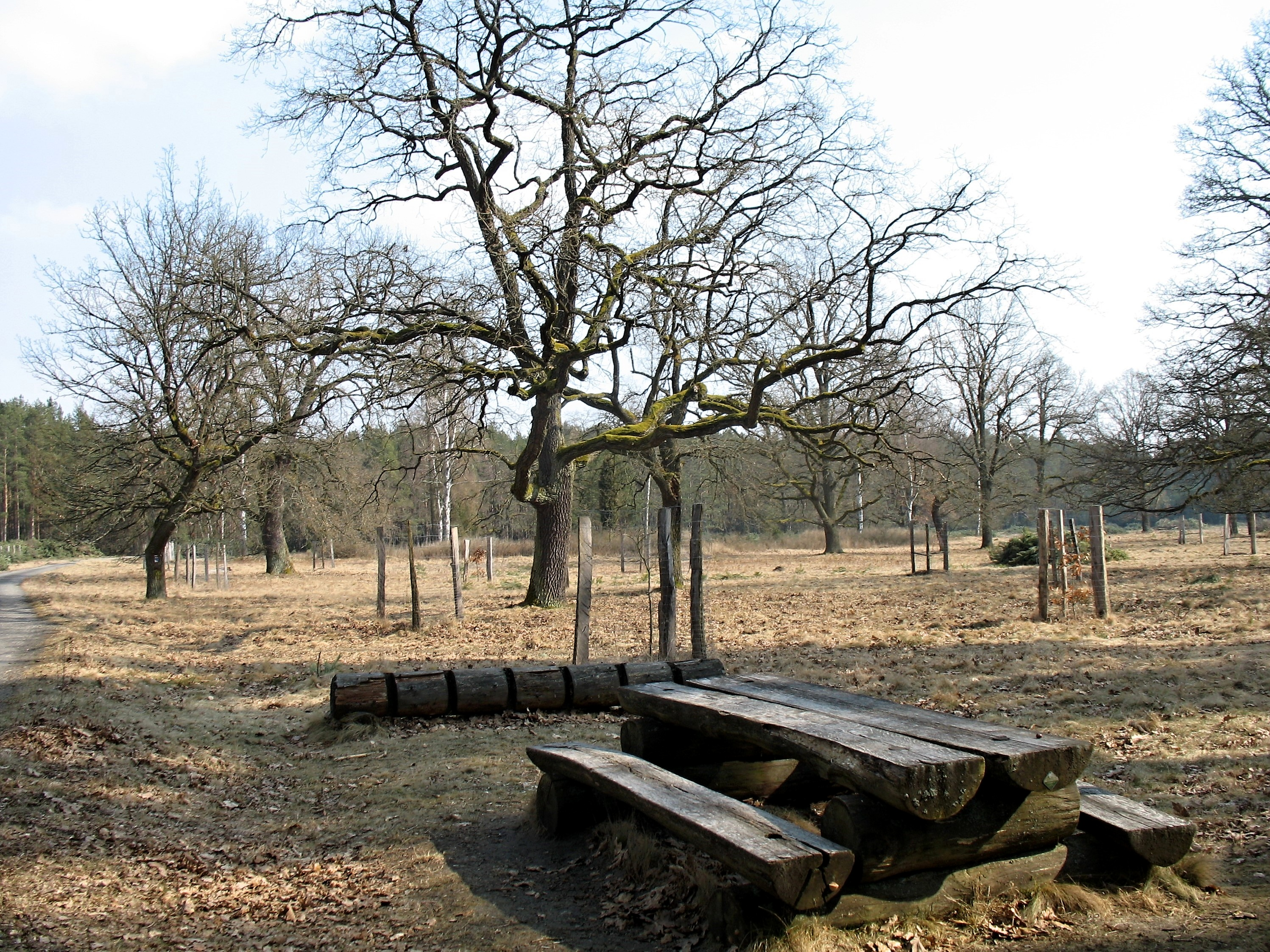
Strážov

Strážov, bis 1948 Straßdorf, auch Strassdorf ist eine Wüstung auf dem Gebiet der Stadt Ralsko im Okres Česká Lípa, Tschechien. Sie liegt vier Kilometer westlich von Kuřívody und gehört zu dessen Kataster.

## Geographie
Die gänzlich von Wäldern umgebene Siedlung lag am östlichen Fuße der Dubová hora (Eichelberg, 321 m) in 280 m.n.m. im Kummergebirge. Nördlich erheben sich der Víšek (Wischken, 308 m) und die Malá Buková (Kleiner Buchberg, 431 m), im Nordosten die Velká Buková (Großer Buchberg, 474 m) und südlich der Zlatý vrch (Goldberg, 324 m). Gegen Südosten entspringt der Břehyňský potok im Moor Černý močál. Nordwestlich liegt das Moor Pustý rybník (Wüster Teich), im Westen der Břehyňský rybník.
Umliegende Orte waren Nový Most (Neubrück), U Dvou chalup (Zweihäusel), Boreček (Haidedörfel) und Vavrouškův Mlýn (Wabrauschkenmühle) im Norden, Ploužnice (Plauschnitz), Hvězdov (Höflitz) und Skelná Huť  (Glashütte) im Nordosten, Kuřívody (Hühnerwasser), Pechofenhäuser und U svatého Jana (Hanshäusel) im Osten, Jezová (Jesowai), Vejčín (Eierbrunn) und Vrchbělá (Neudorf) im Südosten, Nová Hospoda (Neuschänke) und Bezděz (Schlossbösig) im Süden, Okna (Woken b. Hirschberg), Obora (Wobern) und Doksy (Hirschberg) im Südwesten, Břehyně (Heidemühl) und Staré Splavy (Thammühl) im Westen sowie Provodín (Mickenhan), Brána (Heuthor), Veselí (Wesseln), Trojzubec (Dreizipfel) und Hradčany (Kummer) im Nordwesten.

## Geschichte
Im Großen Tiergarten, der die Herrschaften Hirschberg, Weißwasser und Münchengrätz fast gänzlich umschloss, lässt sich seit dem 18. Jahrhundert eine Glashütte bei Hühnerwasser nachweisen. Ihre erste Erwähnung erfolgte 1727 in einer Beschreibung der Herrschaft Weißwasser. 1774 verkaufte Vincenz von Waldstein die Glashütte mit allen zugehörigen Gebäuden, der Hüttenmeisterwiese am Wawrauschker Teich (Vavrouškův rybník), sowie einer Lichtung zwischen dem Großen Dirnstig (Držník) und dem Straßteich (Strážovský rybník) für 1500 Gulden an den Falkenauer Hüttenmeister Johann Josef Kittel, dem zugleich zum Fortbetrieb der Glashütte auch das Privileg zum Schank herrschaftlichen Biers, Weins und Branntweins sowie besondere Konditionen für den Kauf von Holz aus den Waldsteinischen Forsten gewährt wurden. Außerdem erhielt Kittel auch Wiesen am Wüsten Teich, den Auwald Dobischen (V Doubči) am Heideteich sowie ein Felsgebiet um den Eichelberg mit dem darauf wachsenden Wald. Am Eichelberg kreuzten sich zwei bedeutsame Handelswege; von Norden führte die Alte Leipaer Straße von Niemes über Straßdorf nach Hühnerwasser, nach Süden zweigte die Alte Melniker Straße zu den Bösigen und nordwestlich die Alte Kummerstraße nach Leipa ab. Wegen der verkehrsgünstigen Lage ließ Kittel an dieser Stelle eine Schänke und einige Häuser für Köhler und Holzfäller sowie im Dobischen eine weitere kleine Glashütte anlegen. 1786 überschrieb er die Glashütte für 1620 Gulden seinem Sohn Johann Michael Kittel. Dieser erhielt die Bewilligung zum Betrieb für die Glashütte nur noch bis 1791, da die Hütte 1788 außer Betrieb gegangen war und die Herrschaft das Holz für einen beabsichtigten Festungsbau bei Kummer besser absetzen konnte, als zu dem mit Kittel vereinbarten Konditionen.
Als Ernst von Waldstein-Wartenberg 1797 die väterlichen Herrschaften erbte, ließ er den Großen Tiergarten aufheben. Als Verwaltungssitz des herrschaftlichen Straßdorfer Forstreviers entstand das Forsthaus Straßdorf mit einem Adjunktenhaus. Nach der Errichtung der neuen Chaussee von Weißwasser über Hühnerwasser nach Gabel zwischen 1815 und 1817 verloren die durch Straßdorf führenden alten Straßen ihre Bedeutung. Wegen der durch den großen Hochwildbestand verursachten Schäden ließ Ernst von Waldstein-Wartenberg in den Jahren 1825 und 1826 die zur Herrschaft Hirschberg gehörigen Wälder des Haider Reviers (1400 ha), Kummerer Reviers (1443 ha) und Thamer Reviers (898 ha) wieder als Tiergarten von 3406 Hektar Fläche bewirtschaften. Auch im Hühnerwasserer Forstrevier bestand mit dem Tannelgarten ein kleinerer Tiergarten. 1832 erbte Christian von Waldstein-Wartenberg die Herrschaften.
Im Jahre 1832 bestand Straßdorf aus neun Häusern mit 62 deutschsprachigen Einwohnern. Pfarrort war Hühnerwasser. Bis zur Mitte des 19. Jahrhunderts blieb das Dorf der Allodialherrschaft Weiß- und Hühnerwasser untertänig.
Nach der Aufhebung der Patrimonialherrschaften bildete Straßdorf ab 1850 einen Ortsteil des Städtchens Hühnerwasser im Bunzlauer Kreis und Gerichtsbezirk Niemes. Zu Straßdorf gehörten neben dem eigentlichen Dörfchen noch eine Reihe von Einschichten: das Forst- und Hegerhaus Pechofen, das Forsthaus Straßteich, das Hegerhaus Wabrauschker Mühle, das Hegerhaus Tannelgarten einschließlich einer Zapfendörre sowie ein herrschaftliches Adjunktenhaus und ein Hegerhaus in Glashütte. Im Jahre 1903 bestand Straßdorf aus 14 Häusern, in denen 51 Personen lebten.

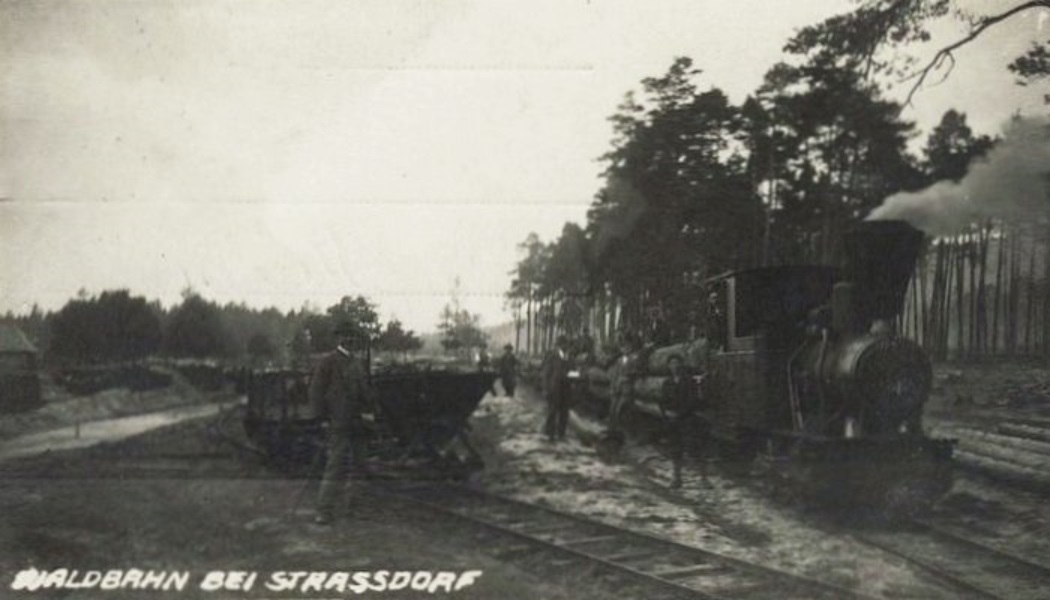
Zug der Waldbahn Rečkov bei Strassdorf

1914 ließ das Gräflich Waldsteinische Oberforstamt die 26 Kilometer lange schmalspurige Waldbahn Rečkov anlegen, die vom Forsthaus Dreizipfel über Straßdorf und Eierbrunn zur Sägemühle und Papierfabrik Velký Rečkov verlief. Nach dem Ersten Weltkrieg begann die touristische Erschließung der Holzfällersiedlung. 1922 vernichtete ein Waldbrand 410 ha Wald.
Im Jahre 1930 bestand der Ortsteil Straßdorf aus neun Häusern, in denen 42 Deutsche und ein Tscheche lebten. Sein Kataster umfasste eine Fläche von 1747 ha, die fast gänzlich aus Wald bestand und zu der das Waldsteinische Jagdschlößchen Straßdorf, sieben Forsthäuser und eine Pechsiederei gehörten. Für 1931 wurden 38 Einwohner und elf Wohnhäuser angegeben.
Nach dem Münchner Abkommen erfolgte 1938 die Angliederung an das Deutsche Reich; zunächst gehörte Straßdorf zum Landkreis Böhmisch Leipa und seit dem 1. Mai 1939 zum Landkreis Deutsch Gabel. Nach dem Ende des Zweiten Weltkrieges kam Straßdorf zur Tschechoslowakei zurück. In den Jahren 1946 und 1947 wurden die meisten deutschböhmischen Bewohner vertrieben. 1948 wurde der Ort in Strážov umbenannt und kam zum Okres Česká Lípa zurück. Zur selben Zeit wurde das Gebiet wegen der Errichtung des Truppenübungsplatzes Ralsko entsiedelt. Der Betrieb der Waldbahn wurde 1950 eingestellt. Später wurde Strážov mit Ausnahme des eingeschossigen Jagdschlößchens dem Erdboden gleichgemacht, dessen Ruine soll noch bis zum Beginn der 1990er Jahre vorhanden gewesen sein.
Nach dem Abzug der Sowjets gehört die Wüstung seit dem 1. Januar 1992 zur Gemeinde Ralsko. An der Stelle von Strážov befindet sich heute eine große Wiese mit einer Gruppe von Eichen, die früher entlang der Dorfstraße des kleinen Straßendorfes standen. Ebenfalls erhalten sind Keller des Jagdschlößchens.